# Ambrose Powell Hill

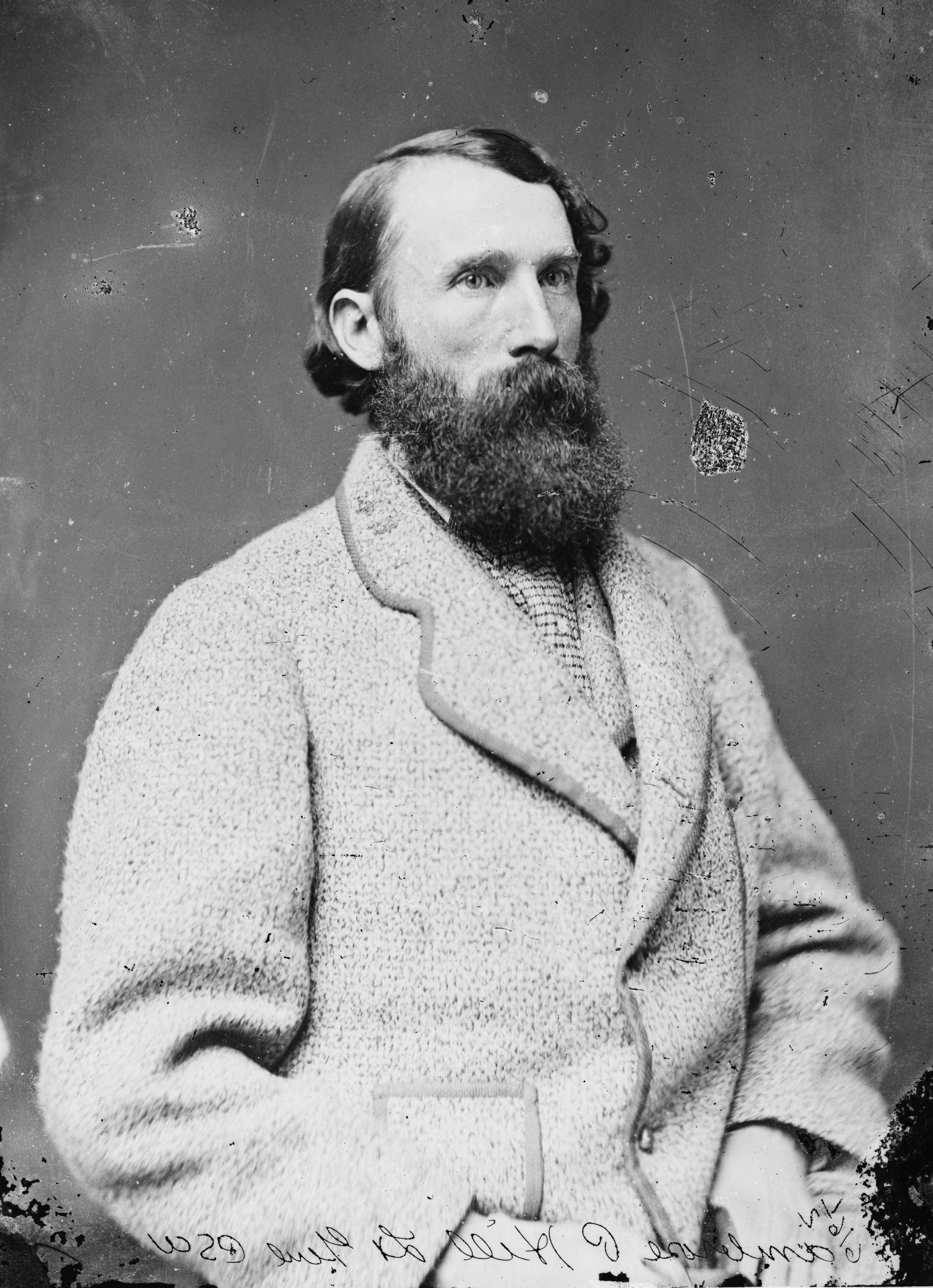
General Ambrose P. Hill

Ambrose Powell Hill (* 9. November 1825 in Culpeper, Virginia; † 2. April 1865 bei Petersburg, Virginia) war bis 1861 Offizier im US-Heer und danach General im konföderierten Heer.

## Leben
1842 wurde er an die Militärakademie nach West Point, New York, berufen, die er 1847 als 15. seines Jahrgangs, der aus 38 Kadetten bestand, abschloss. In West Point hatte er mit folgenden später prominenten Militärs Freundschaft geschlossen: Darius N. Couch, George E. Pickett, Jesse L. Reno, George Stoneman, Truman Seymour, Cadmus M. Wilcox, George B. McClellan, Henry Heth und Ambrose Burnside.
Unmittelbar nach Abschluss diente er im Mexikanisch-Amerikanischen Krieg (1846–48) und wurde am 4. September 1851 zum Oberleutnant befördert. Im dritten Seminolenkrieg (1855–58) erweiterte er seine Kampferfahrungen. 1859 heiratete er Kitty Morgan McClung und wurde damit der Schwager der zukünftigen konföderierten Kavalleristen John Hunt Morgan und Basil Wilson Duke.
Im März 1861, kurz vor Ausbruch des Amerikanischen Bürgerkriegs beendete er seinen Dienst im US-Heer und wurde, als sich sein Heimatstaat Virginia von der Union trennte, am 22. Mai 1861 zum Kommandeur des 13. Virginia-Infanterie-Regiments des virginischen Heeres ernannt und am 15. Juni 1861 zum Oberst des virginischen Heeres befördert.
Mit dem Regiment zeichnete er sich in der Ersten Schlacht am Bull Run aus und wurde am 26. Februar 1862 zum Brigadegeneral befördert. Als solcher diente er während des Halbinsel-Feldzuges in der Nord-Virginia-Armee unter Joseph E. Johnston und dessen Nachfolger Robert Edward Lee. Aufgrund seiner Leistung in der Schlacht von Williamsburg wurde er am 26. Mai 1862 zum Generalmajor befördert und übernahm die Light Division der Nord-Virginia-Armee, eine der größten Divisionen der Armee.
Mit der Division war Hill während der Sieben-Tage-Schlacht an den meisten Kampfhandlungen beteiligt und erlitt hohe Verluste.
Dem Korps von Thomas Jonathan Jackson zugeteilt kämpften Hill und die Light Division in der Folgezeit in der Schlacht am Cedar Mountain, in der zweiten Schlacht von Manassas und beim Angriff auf Harpers Ferry.
Nach der Eroberung dieser Stadt blieb die Division dort, um sich um Gefangene und Beutegut zu kümmern und kam so als letzte auf das Schlachtfeld am Antietam.
Dort traf sie zu einem für Lee und die Nord-Virginia-Armee äußerst kritischen Zeitpunkt ein und rettete durch ihren Angriff auf das IX. Korps der Union die rechte Flanke der Armee.
Nach Antietam kämpfte Hill weiter als Divisionskommandeur unter Jackson, so zum Beispiel in der Schlacht von Fredericksburg. Während der Schlacht bei Chancellorsville übernahm er nach Jacksons Verwundung kurzzeitig den Befehl über das Korps, wurde aber selbst verwundet und übergab das Kommando an James Ewell Brown Stuart. Hill erholte sich schnell wieder von seiner Verwundung und wurde nach dem Tod von General Jackson am 24. Mai 1863 zum Generalleutnant befördert. Lee übergab ihm das neuaufgestellte III. Korps der Nord-Virginia-Armee, das er unter anderem in der Schlacht von Gettysburg, während des Mine-Run-Feldzuges 1863 und 1864 während Grants Überland-Feldzug und der Belagerung von Petersburg befehligte. Er soll einmal gesagt haben, dass er nicht den Wunsch habe, den Zusammenbruch der Konföderation zu erleben. Tatsächlich wurde er bei einem Ritt zur Front am 2. April 1865, als die Unionstruppen die Stellungen der Nord-Virginia-Armee vor Petersburg durchbrachen, von einer Kugel des Obergefreiten John W. Mauk vom 138. Pennsylvania-Infanterie-Regiment tödlich getroffen.

## Tod und Würdigung
Im Hermitage Road Historic District von Richmond steht das the A.P. Hill Monument (am Schnittpunkt Laburnum Avenue und Hermitage Road). Die sterblichen Überreste Hills wurden bei Errichtung des Monuments dorthin umgebettet.
Die US-Armee benannte ein Schiff und ein Fort nach Hill. Das Fort A.P. Hill befindet sich im Caroline County, Virginia. Während des Zweiten Weltkrieges wurde die SS A. P. Hill nach ihm benannt.
Hills Schwert ist im American Civil War Museum in Appomattox, Virginia ausgestellt.

## In der Kunst
Hill wurde in Ronald F. Maxwells Filmen, Gettysburg (1993) und Gods and Generals (2003) dargestellt. Im ersten von Patrick Falci und im letzteren von William Sanderson.